# Nigeria Hydrological Services Agency
Die Nigeria Hydrological Services Agency (NIHSA, deutsch „Nigerianische Behörde für hydrologische Dienste“) ist eine nationale Regierungsbehörde Nigerias.

## Geschichte und Organisation
Das Gesetz zur Gründung der Nigeria Hydrological Services Agency wurde am 27. August 2010 vom Präsidenten unterzeichnet. Die Behörde untersteht dem Federal Ministry of Water Resources („Bundesministerium für Wasserressourcen“). Ihr Hauptsitz befindet sich in Utako in der Hauptstadt Abuja. Darüber hinaus betreibt die Behörde aufgeteilt in acht hydrologische Regionen Nigerias Regionalbüros, die sich in den Städten Enugu, Ibadan, Kaduna, Maiduguri, Makurdi, Port Harcourt, Sokoto und Yola befinden. Generaldirektor der NIHSA ist seit Juli 2024 Arch Umar Ibrahim Mohammed.

## Aufgaben
Die NIHSA bewertet die Qualität und Verfügbarkeit von Oberflächen- und Grundwasserressourcen in Nigeria. Ziel ist es, eine hydrogeologische Karte Nigerias zu erstellen. Die Behörde beschäftigt sich zudem mit dem Ausbau des hydrologischen Netzes aus 273 Stationen und 482 von der Weltorganisation für Meteorologie (WMO) empfohlenen Pegelmessstationen an den Flüssen des Landes. Mithilfe meteorologischer Daten gibt sie Hochwasserwarnungen heraus, so beispielsweise vor dem Hochwasser im September 2024.